# Revenge of the Mummy – The Ride
Revenge of the Mummy in den Universal Studios Hollywood (Kalifornien, USA) ist eine Stahlachterbahn des Herstellers Premier Rides, die am 25. Juni 2004 eröffnet wurde. Das Besondere an dieser Achterbahn ist, dass sie komplett innerhalb eines Gebäudes gebaut wurde. In Fachsprache nennt man dies auch Dunkelachterbahn oder Darkride.
Neben dieser Anlage existieren noch zwei ähnliche Anlagen in den Universal Studios Florida (Revenge of the Mummy) und in den Universal Studios Singapur (Revenge of the Mummy).
Die Züge werden mittels Linearmotoren (LIM) auf rund 64,4 km/h beschleunigt. Dazu wurden auf der 580,9 m langen Strecke zwei solcher Beschleunigungsstrecken verbaut.